# Martin Skowroneck

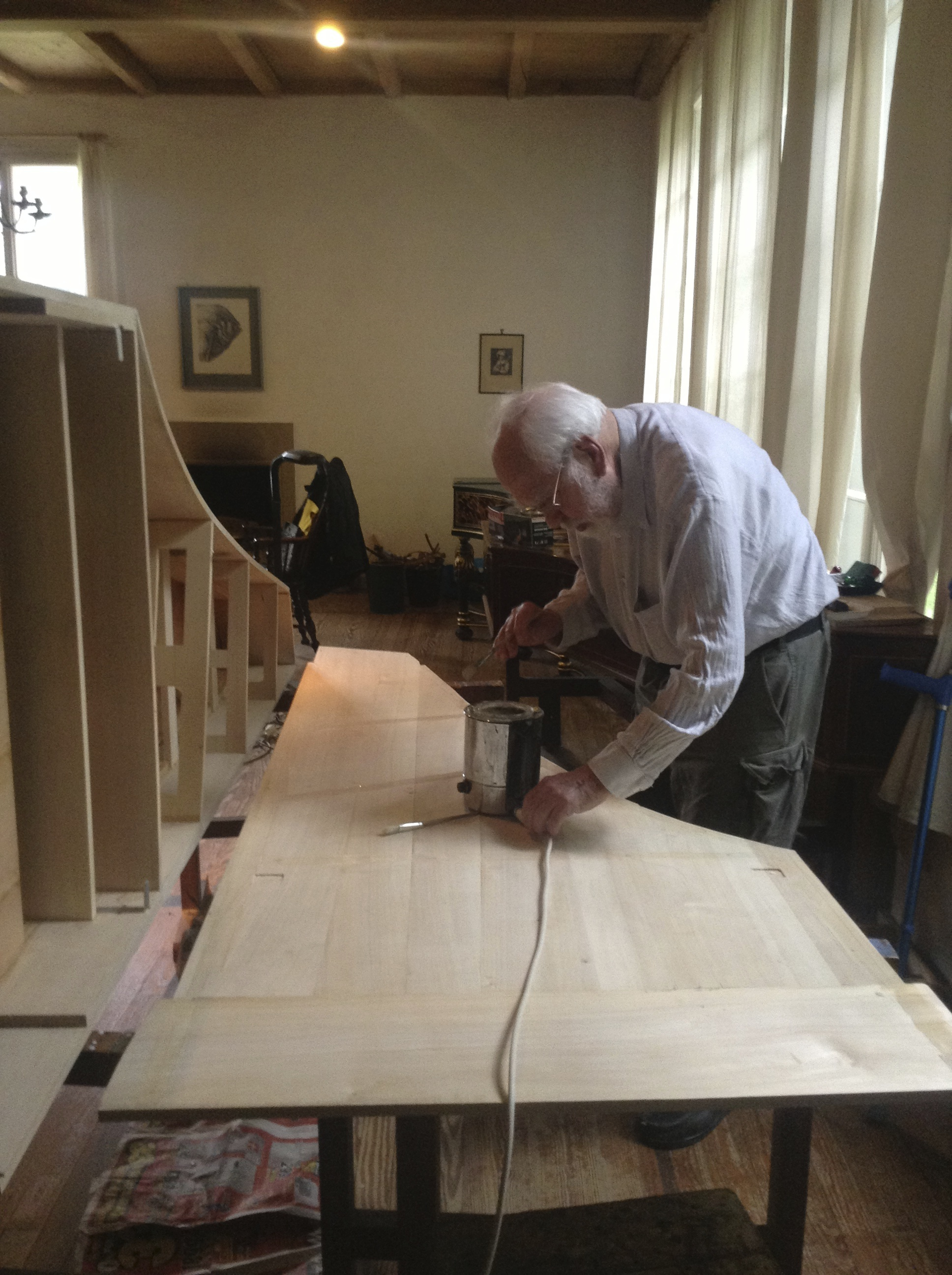
Martin Skowroneck, 2013

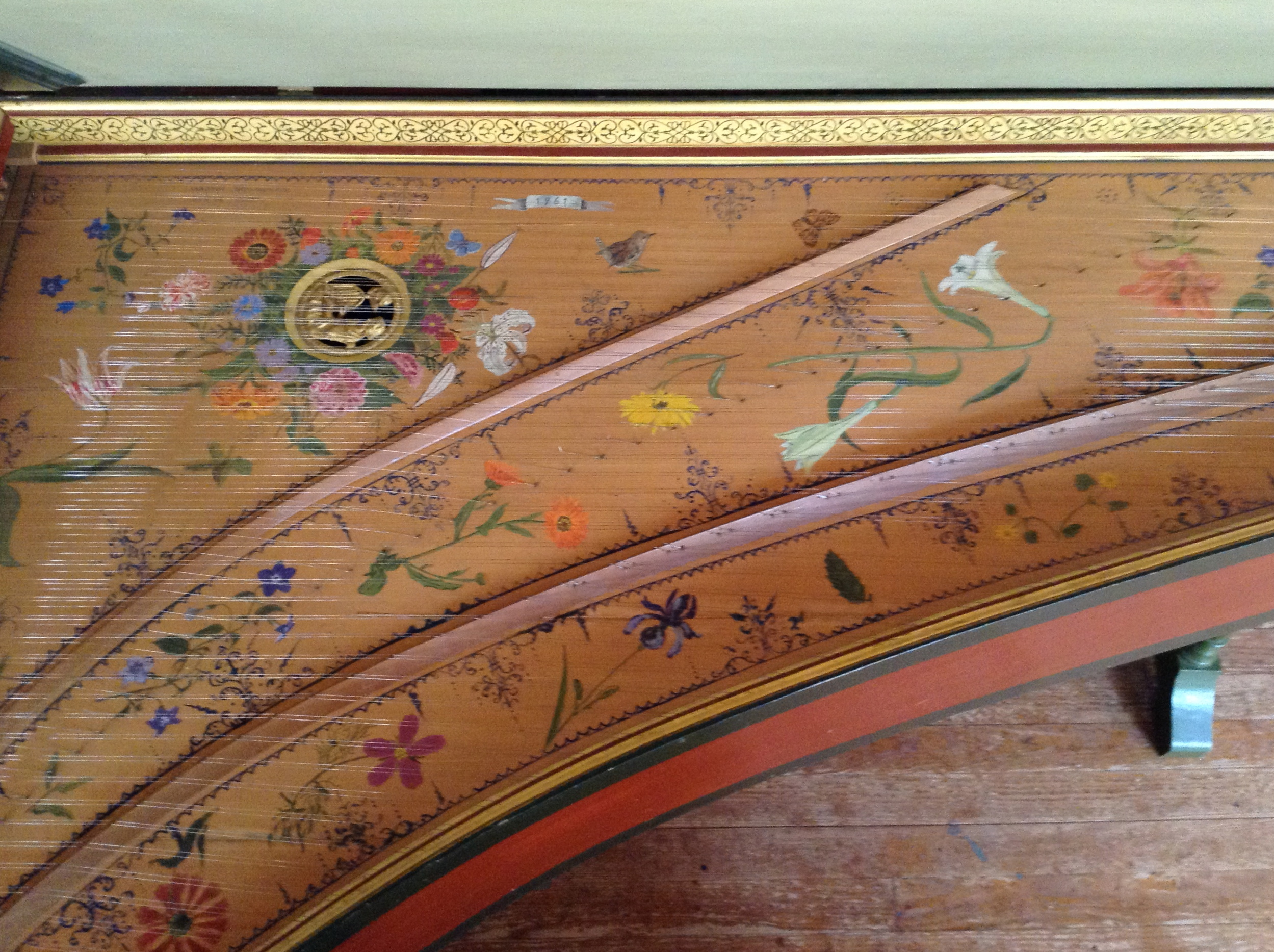
Resonanzboden eines zweimanualigen flämischen Cembalos von Martin Skowroneck (1961)

(Franz Hermann) Martin Skowroneck (* 21. Dezember 1926 in Berlin-Spandau; † 14. Mai 2014 in Bremen) war ein deutscher Cembalo-, Clavichord- und Flötenbauer und Pionier im Bau moderner Cembali nach historischen Prinzipien.

## Leben
Skowroneck lebte seit 1934 in Bremen. Er wurde zum Kriegsdienst im Zweiten Weltkrieg eingezogen und floh aus sowjetischer Gefangenschaft. Im Jahr 1947 holte er sein Abitur nach und schloss 1950 sein Studium an der Bremer Musikschule mit einem Diplom als Privatmusiklehrer für Flöte und Blockflöte ab. Da er während seines Studiums mit den damals erhältlichen Instrumenten nicht zufrieden war, begann er ab 1949 eigene Blockflöten (anfangs aus Baseballschlägern) zu bauen. Den Blockflötenbau führte er bis in die frühen 1990er Jahre fort. Neben seiner Unterrichtstätigkeit konzertierte Skowroneck, hielt Vorträge und publizierte zum Instrumentenbau.
Im Jahr 1952 erhielt er den Auftrag, ein Clavichord von Merzdorf aus den 1930er Jahren zu restaurieren, das im Zweiten Weltkrieg schwer beschädigt worden war. Die Arbeit an dem Instrument veranlasste ihn für sich selbst ein Clavichord zu bauen, später auch für andere Liebhaber. Sein erstes Cembalo datiert von 1953.
Skowroneck hatte keine Ausbildung als Instrumentenbauer und erwarb seine Fähigkeit autodidaktisch durch die gründliche Analyse erhaltener Instrumente. Die Innenkonstruktion und Disposition seiner ersten Cembali folgten zwar zuerst oft noch modernen Vorbildern, er entwickelte aber bald ein starkes Interesse für historische Konstruktionsprinzipien, was ihn dazu veranlasste, historische Cembali, beispielsweise im Musikinstrumenten-Museum Berlin, eingehend zu untersuchen. Zudem erforschte er historische Zeitdokumente, die Licht auf die Bauweise der alten Instrumente warfen. Skowroneck begann seine Pionierarbeit zeitgleich mit den vergleichbaren US-amerikanischen Instrumentenbauern Frank Hubbard und William Dowd, kannte deren Forschungen aber nicht und erbrachte eine weitgehend unabhängige Leistung. Der Cembaloforscher Edward Kottick beschreibt Skowronecks Arbeit wie folgt:

„[His instruments] were built uncompromisingly in the mode of the antiques, with practically no concessions to modernity. His cases were made of plank wood, with classical case framing; he used wood, rather than brass or plastic for his upper and lower guides, and like the antiques, his jacks had no adjustment screws; his keyboards were light and of harpsichord proportions, and he rejected the use of pedals. Skowroneck, in other words, immersed himself in the building practices of the antiques and did his best to emulate them. He succeeded brilliantly.“

„[Seine Instrumente] wurden kompromisslos im Stil der historischen gebaut, mit nur geringen Zugeständnissen an die Moderne. Seine Gehäuse wurden aus Massivholz mit historischer Innenkonstruktion gefertigt; er verwendete Holz statt Messing oder Kunststoff für seine oberen und unteren Registerrechen, und wie bei den alten Instrumenten hatten die Springer keine Regulierschrauben; seine Klaviaturen waren leichtgängig und hatten einem Cembalo gemäße Proportionen, die Verwendung von Pedalen lehnte er ab. In anderen Worten gesagt, Skowroneck vertiefte sich in die Bauweise der Alten und eiferte ihnen nach. Dies gelang ihm hervorragend.“

Skowroneck erwarb sich schnell einen guten Ruf. Für den Concentus Musicus Wien schuf er 1957 ein italienisches Cembalo. Das 1962 für  den berühmten Cembalisten Gustav Leonhardt gebaute zweimanualige Cembalo nach Dulcken (Cembalo Nr. 19) diente für zahlreiche Schallplatteneinspielungen und machte Skowroneck weltbekannt.

„For years he [Leonhardt] laboured to find the most authentic replica harpsichord; his favourite, by Martin Skowroneck of Bremen, which had pride of place in his huge drawing room, was made of 18th-century woods. That may have been why it sounded better than any other, but he could not exactly tell.“

„Jahrelang suchte er nach dem authentischsten Nachbau eines Cembalos. Sein Lieblingsstück, ein Werk von Skowroneck aus Bremen – es erhielt einen besonderen Platz in seinem großen Salon – war aus Hölzern des 18. Jahrhunderts gefertigt. Das könnte der Grund dafür gewesen sein, warum es besser als andere Instrumente klang, genau erklären konnte er es aber nicht.“

Skowroneck arbeitete generell alleine und produzierte seine Instrumente ohne Mitarbeiter recht langsam (zwei zweimanualige Cembali pro Jahr), sodass die Nachfrage die Produktionsmenge überstieg. Der Cembalist Ketil Haugsand berichtet von 17 Jahren Wartezeit, die sich aber gelohnt hätten.
Skowronecks war ein Pionier auf dem Gebiet des historisch orientierten Baus besaiteter Tasteninstrumente. Seine Arbeit blieb jedoch nicht ohne Widerspruch, da Deutschland damals das Zentrum der beherrschenden Industrie fabrikmäßig gebauter, ahistorischer Cembali war, die eine weite Verbreitung erfuhren. Skowroneck begründete seinen Ansatz im Cembalobau in Publikationen. Seine Worte stießen jedoch weitgehend auf taube Ohren. Dass die Zahl von Nachbauten historischer Instrumente für die Aufführung Alter Musik in Deutschland dennoch anstieg, ist dem Einfluss von Skowroneck und Gleichgesinnten wie Klaus Ahrend und Rainer Schütze zu verdanken.
Im Juli 2012 baute der 85-jährige Skowroneck immer noch Cembali. Martin Skowroneck starb am 14. Mai 2014 in Bremen im Alter von 87 Jahren. Skowroneck lebte mit seiner Frau Susanne (1930–2016) in Bremen. Sein Sohn Tilman Skowroneck (* 1959) ist Cembalist, Fortepianist und Musikwissenschaftler.

## Werke

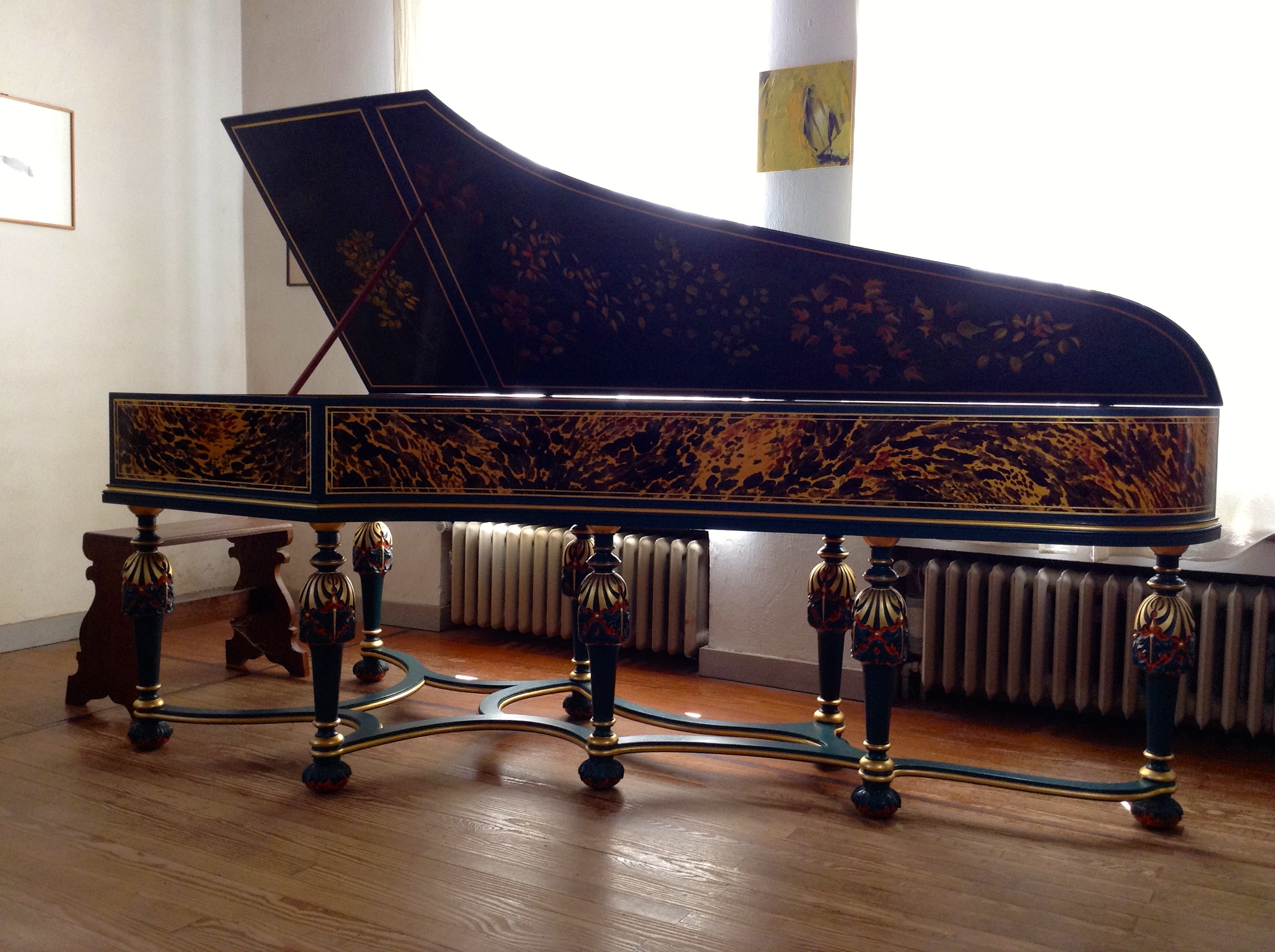
Cembalo von Martin Skowroneck (1976) nach Christian Zell (1728). Untergestell von R. J. Regier (Freeport, Maine) nach dem Original

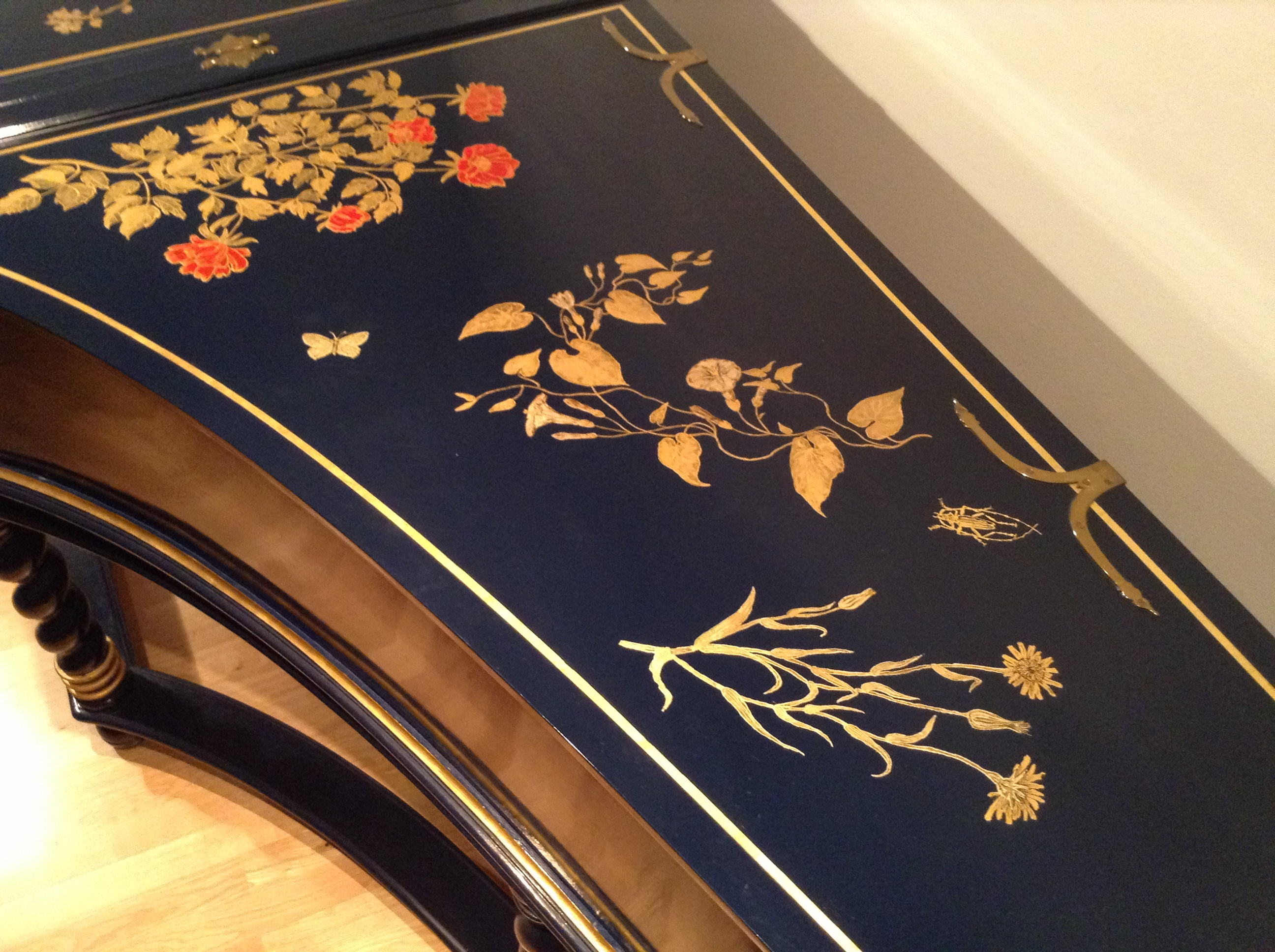
Dekoration eines franko-flämischen zweimanualigen Cembalos von Martin Skowroneck (1982)

Martin Skowroneck schuf Cembali, Clavichorde, Spinette und Virginale nach englischen, italienischen, frühen (Ruckers) und späten flämischen (Dulcken), französischen und deutschen Modellen. Eine größere Anzahl ein- und zweimanualiger deutscher Cembali folgt Modellen von Christian Zell und Michael Mietke oder sind Hybridmodelle. Seine frühen französischen Instrumente orientieren sich an Jean-Antoine Vaudry, die späteren Cembali umfassen fünf Oktaven. Hinzu kommen einige Bentside-Spinette nach englischen Vorbildern und eine große Zahl von Clavichorden nach verschiedenen Modellen.
Zunächst baute er noch nicht konsequent nach historischen Vorbildern, wandte sich ab 1957 aber von der modernen Rastenbauweise ab und fertigte nur noch Instrumente mit Kastenkorpus. Einige verwendete Materialien wie Eberborsten und Vogelfedern wurden von einigen als archaisch betrachtet. 1991 begann er mit dem Bau von insgesamt drei Hammerflügeln; den Bau von Blockflöten und Traversflöten setzte er bis in seine späten Lebensjahre fort. Zudem restaurierte Skowroneck alte Instrumente, wie beispielsweise das weltberühmte Hamburger Zell-Cembalo von 1728, und stellte ihre Spielbarkeit wieder her.
Entgegen gelegentlicher Forderungen nach sorgfältigen originalgetreuen Reproduktionen von historischen Originalen waren Skowronecks Instrumente originelle Neuinterpretationen gemäß historischen Bauprinzipien. Er baute keine Instrumente in Serie, sondern nur Unikate, deren Bauweise er durch unkonventionelle Ideen ständig weiterentwickelte. Skowroneck beschrieb seine Philosophie wie folgt: 

„Erfolgreicher und im übergeordneten Sinne authentisch wird ein Neubau sein, in dem ein Instrumentenbauer sich selbst ausdrückt, die Aufgabe mit seinem ganzen Können und Wissen löst, und sich dabei auf seine Urteilskraft, statt auf genau vorgegebene Maße stützt. Es ist dabei ganz unerheblich, wie eng er sich an ein Vorbild anlehnt, oder ob er frei arbeitet. Nur wenn er den historischen Rahmen verläßt, wird er auf Abwege geraten, wie der Cembalobau zu Anfang des 20. Jahrhunderts.“

Sein Artikel The Harpsichord of Nicholas Lefebvre 1755 (2002) dokumentiert ein ungewöhnliches Projekt, das durch Gustav Leonhardt angestoßen wurde, der fragte, ob man ein neues Cembalo so alt erscheinen lassen könne, dass es der Prüfung durch Experten standhalten würde. Der Artikel dokumentiert die raffinierten Arbeitsschritte, um ein möglichst „authentisches“ modernes Cembalo hervorzubringen; Skowroneck „restaurierte“ sogar sein eigenes Werk. Wie der Titel anzeigt, bekannte der Täter seine Tat, um eine mögliche Fälschungsabsicht zu vermeiden. Im Jahr 2003 veröffentlichte er sein Buch Cembalobau (Harpsichord Construction, bilingualer Text auf Deutsch und Englisch), ein Kompendium der Erkenntnisse, die er sich über viele Jahre als Cembalobauer erworben hatte.

## Schriften
- Cembalobau. Erfahrungen und Erkenntnisse aus der Werkstattpraxis. PPVMedien, Frankfurt am Main 2003, ISBN 3-932275-58-6.
- Das Cembalo von Christian Zell, Hamburg 1728, und seine Restaurierung. In: Organ Yearbook. Band 5, 1974, S. 79–87.
- The Harpsichord of Nicholas Lefebvre 1755. The Story of a Forgery without Intent to Defraud. In: The Galpin Society Journal. Vol. 55, April 2002, S. 4–14, 161.
- Irrwege und Stolpersteine. Von den Schwierigkeiten beim Nachbau historischer Tasteninstrumente. In: Instrumentenbau. Kopie oder Nachbau? 1992, ISBN 3-89512-056-1, S. 81–86.
- Musikalische Aspekte des Cembaloklanges. In: Das Musikinstrument. 7, 1971.
- Nachdenken über das Kopieren historischer Saitenclaviere. In: Monika Lustig (Hrsg.): Das mitteldeutsche Cembalo. 2003, ISBN 3-89512-124-X, S. 119–126.
- Praktische Überlegungen und Beobachtungen zur Frage der Saitenstärke von frühen Hammerflügeln. In: Friedemann Hellwig (Hrsg.): Studia organologica. Hans Schneider, Tutzing 1987, S. 437–443.
- Probleme des Cembalobaus aus historischer Sicht. In: Hi Fi Stereophonie. 9, 1968, S. 700–711; 10, 1968, S. 781–784; 11, 1968, 875–878.
- Ein Ruckers-Geheimnis? Versuch eine noch offene Frage zu beantworten. In: Colloquium Ruckers klavecimbels en copieën. Hubert Bédard, A. de Ceuleneer u. a. Ruckers Genootschap, Antwerpen 1977.
- Zu welchem Zweck und Ziel, mit welcher Absicht werden historische Musikinstrumente restauriert? In: Museum Vleeshuis, Ruckers Genootschap (Hrsg.): Colloquium „Restauratieproblemen van Antwerpse klavecimbels.“ Frits Knuf, Antwerpen 1971, S. 28 ff.